# Pepillín

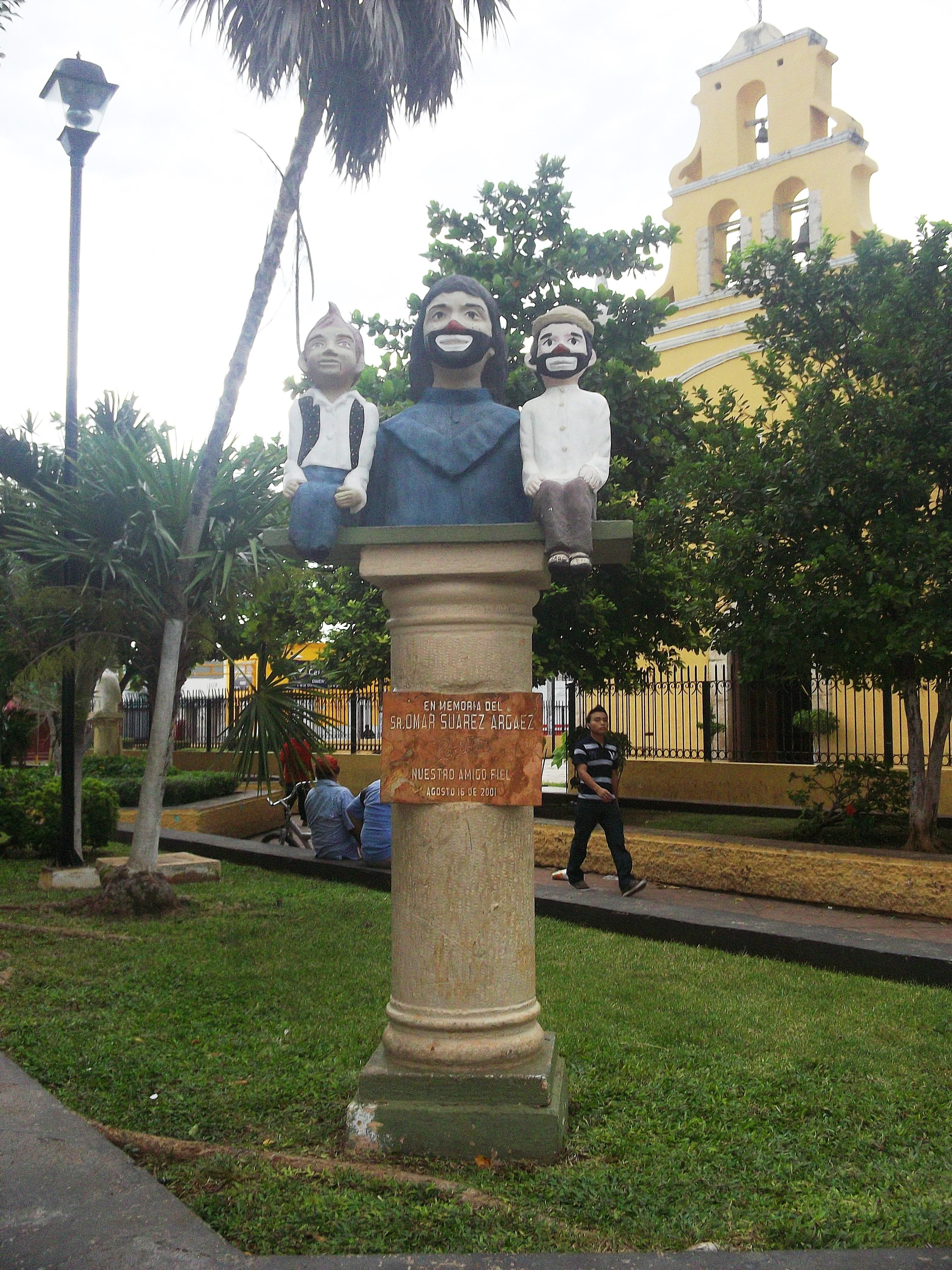
Monumento en memoria del Sr. Omar Suárez Argáez, Pepillín. Nuestro amigo fiel. 16 de agosto de 2001, Kanasín, Yucatán.

Gilberto Omar Suárez Argáez (Mérida, Yucatán, 14 de abril de 1957 - 16 de agosto de 2000) más conocido como Pepillín, fue un payaso, ventrílocuo, presentador de televisión y músico. Junto con sus muñecos Jorgito y el Ch'eel de Kanasín, fue un ícono de la televisión infantil yucateca a finales de los años 80 y principio de los años 90.

## Trayectoria
Omar Suárez concluyó en Mérida estudios profesionales como Contador Privado y maestro de inglés en el Instituto Benjamín Franklin de Yucatán A.C. Dedicó su tiempo libre a la pintura y la música. En su etapa como pintor, realizó exposiciones de pinturas al óleo en Mérida. A mediados de la de década de los años 80 formó parte del grupo musical Eternidad. Omar Suárez inició su carrera como el payaso Pepillín en espectáculos de fiestas infantiles a finales de los años 70 . Dedicó más de 25 años al entretenimiento y diversión de los niños yucatecos por medio de programas de televisión y espectáculos en fiestas infantiles. Pepillín y sus muñecos, Jorgito y el Ch'eel de Kanasín, fueron muy populares entre el público infantil debido su carisma y los video musicales que protagonizaron y transmitieron por la televisión local.  Omar Suárez falleció en el 16 de agosto de 2000 durante sus vacaciones. Tras su inesperada partida y debido a su popularidad, el gobierno de Kanasín inauguró en el año 2001 un busto en su memoria.

## Programas televisivos
Omar Suárez trabajó en Sipse Televisión (XHY-TDT) desde finales de los años 80 y protagonizó los programas:
- Tardecitas Yucatecas (que cambió su nombre a Club Para Gente Chica), se transmitió todos los días de 1:00 a 4:00 pm.
- Peques y Pecas, se transmitió los domingos a las 8:00 a. m..

Los programas tenían segmentos de concursos, emisión de vídeos musicales y caricaturas. Eran conducidos por Pepillín en compañía de otros personajes infantiles como los payasos Chupirul y Caramelo, El Mago Denis, El Mago Shadak y el payaso Pelofino.

## Canciones
Omar Suárez grabó dos casetes, donde Pepillin, Jorgito y el Ch'eel protagonizan distintas canciones en español yucateco, como:
- Yo soy el payasito llamado Pepillín
- El chupacabras
- El ciclo de la vida
- El cable
- Jorgito sin sombrero
- Donatello
- Jorgito y bombas
- Payasito
- Tu amigo fiel
- Qué locura
- Yo soy, yo soy el Ch'eel
- Mamacita dónde estás
- Yo soy el mango chupado
- La maestra
- Tengo un muñequito
- Jorgito canta a papá
- Happy birthday tu tuuch

## Fragmento deQué locura
Qué locura, qué locura
este Ch'eel es mi locura
Y si voy a Kanasín
con mi amigo X'Pepillín
Todos dicen, corran niños
nos vamos a divertir
El programa de la tele
mil sorpresas te dará
Pues con magia y las canciones
un payaso saltará
Qué locura, qué locura
este Ch'eel es mi locura
Cuando comas xe'ek
no le pongas iik
Porque viene el peek
y te huele el xiik...

### Interpretación de las palabrasmayasusadas en la canción[8]
Ch'eel: Rubio, de tez blanca y pelo claro o amarillo.
X', Xlá: expresión despectiva hacia una persona.
Xe'ek: Ensalada de frutas ácidas y jícama a las que se le añade sal y chile.
Iik: chile.
Peek: perro.
Xiik: axila, el ala de cualquier ave.Tuuch: ombligo.